# Intville-la-Guétard
Intville-la-Guétard település Franciaországban, Loiret megyében. Lakosainak száma 175 fő (2022. január 1.). Intville-la-Guétard Audeville, Engenville, Guigneville, Morville-en-Beauce és Thignonville községekkel határos.

## Népesség
A település népességének változása:
| Lakosok száma | 92   | 87   | 89   | 91   | 131  | 130  | 140  | 165  | 167  | 175  |
|               | 1968 | 1982 | 1990 | 2006 | 2013 | 2015 | 2017 | 2019 | 2020 | 2022 |